# Chalixodytes
Chalixodytes és un gènere de peixos marins de la família dels creèdids i de l'ordre dels perciformes.

## Etimologia
Chalixodytes prové dels mots grecs chalix, -ikos (còdols) i dyte (bussejar).

## Distribució geogràfica
Es troba des de l'Índic (l'arxipèlag de les Txagos, l'illa de la Reunió, les Seychelles i l'illa Christmas) fins al Pacífic (Austràlia, les illes Mariannes Guam -incloent-hi l'illa Cocos, les illes Marshall, Palau, Samoa, Fiji, les illes Tuamotu, les illes Loyauté i Pitcairn). És probable que també sigui present a l'Índia, Nova Caledònia i Tonga.

## Taxonomia
- Chalixodytes chameleontoculis (Smith, 1957)[13]
- Chalixodytes tauensis (Schultz, 1943)[45][46][47][48][49][50][51][52][53][54]

### Cladograma
| Chalixodytes | \| \| Chalixodytes chameleontoculis \| \| \| \| \| \| Chalixodytes tauensis \| \| \| \| |
|              | \| \| Chalixodytes chameleontoculis \| \| \| \| \| \| Chalixodytes tauensis \| \| \| \| |
|              | Apodocreedia                                                                            |
|              |                                                                                         |
|              | Creedia                                                                                 |
|              |                                                                                         |
|              | Crystallodytes                                                                          |
|              |                                                                                         |
|              | Limnichthys                                                                             |
|              |                                                                                         |
|              | Myopsaron                                                                               |
|              |                                                                                         |
|              | Schizochirus                                                                            |
|              |                                                                                         |
|              | Tewara                                                                                  |
|              |                                                                                         |
|              | Chalixodytes chameleontoculis                                                           |
|              |                                                                                         |
|              | Chalixodytes tauensis                                                                   |
|              |                                                                                         |

|  | Chalixodytes chameleontoculis |
|  |                               |
|  | Chalixodytes tauensis         |
|  |                               |

## Estat de conservació
Chalixodytes tauensis n'és l'unica espècie que apareix a la Llista Vermella de la UICN.